# بريش (كهف)
بريش (بالصربية: Брежђе) هي قرية تابعة لبلدية ميونيكا، مديرية كولوبارا في صربيا.

## معرض الصور

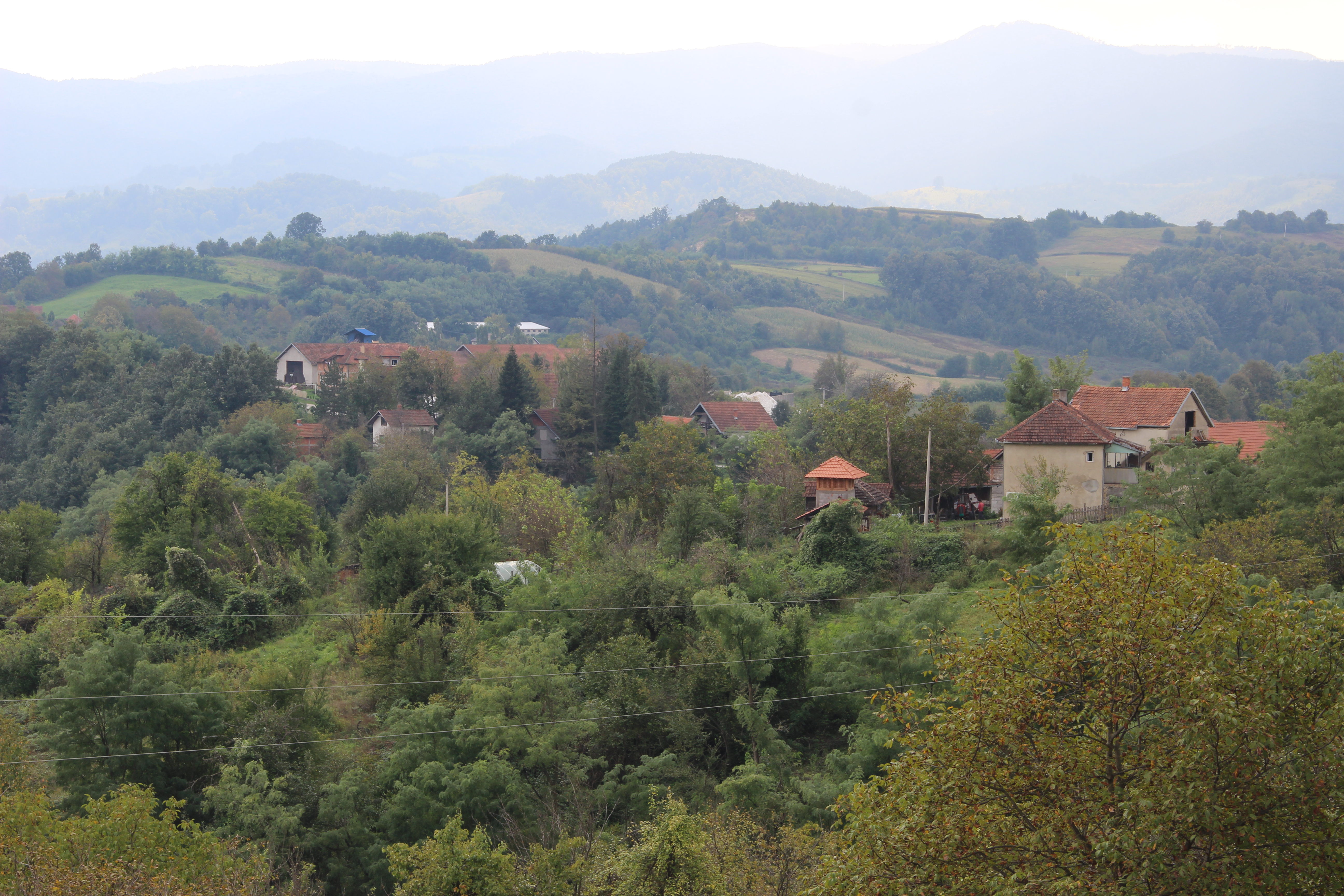
بريش - بانوراما
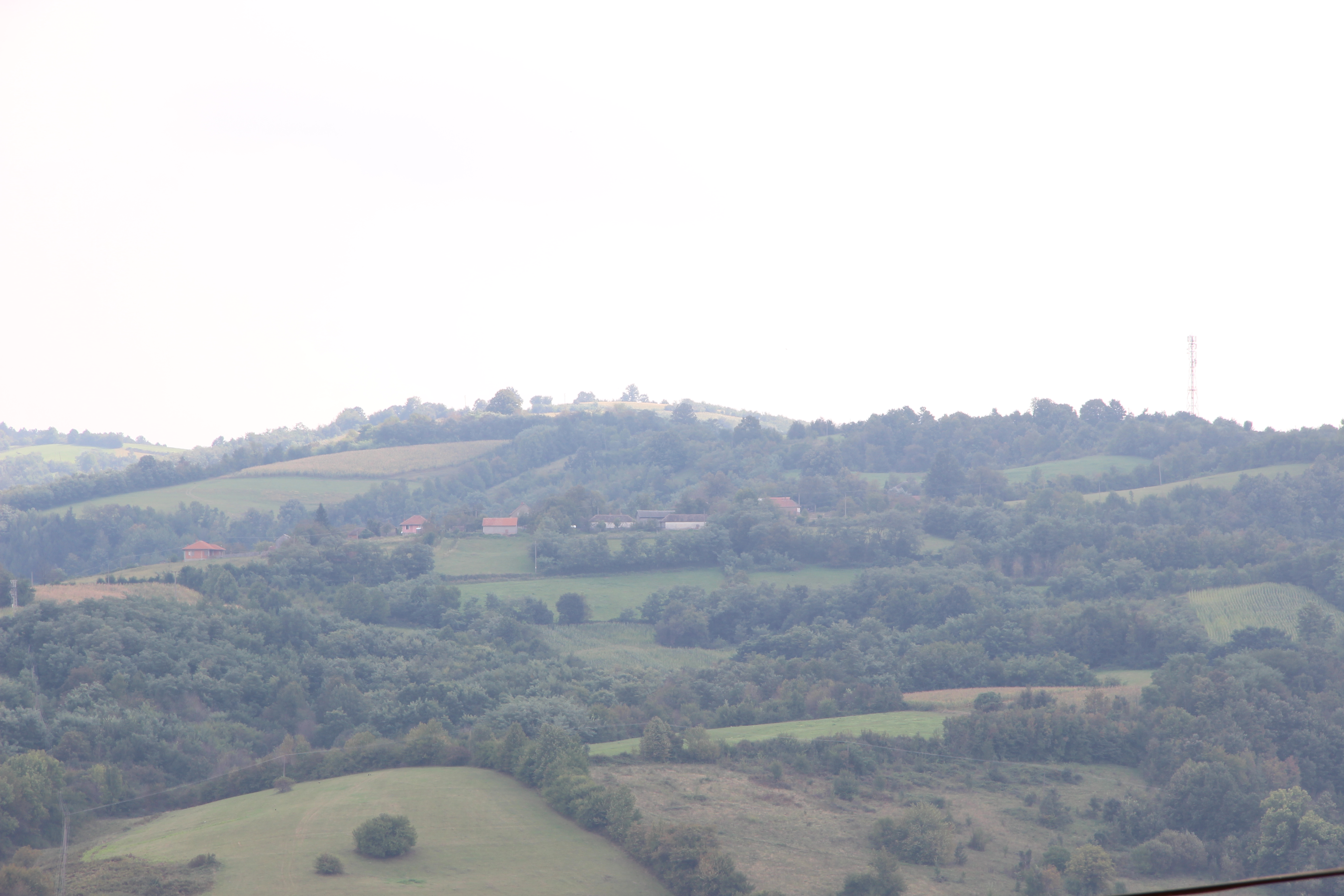
بريش - بانوراما
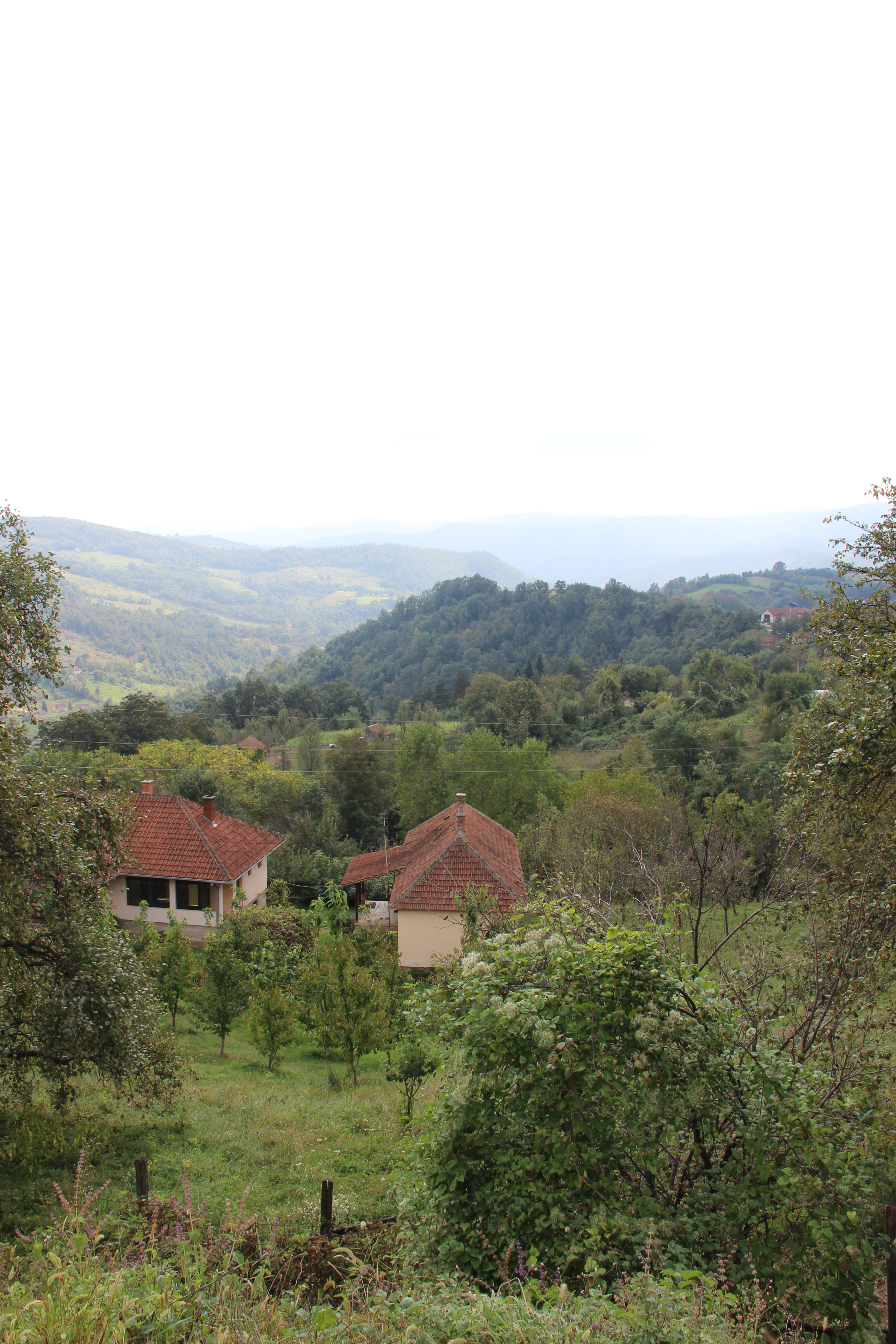
بريش - بانوراما
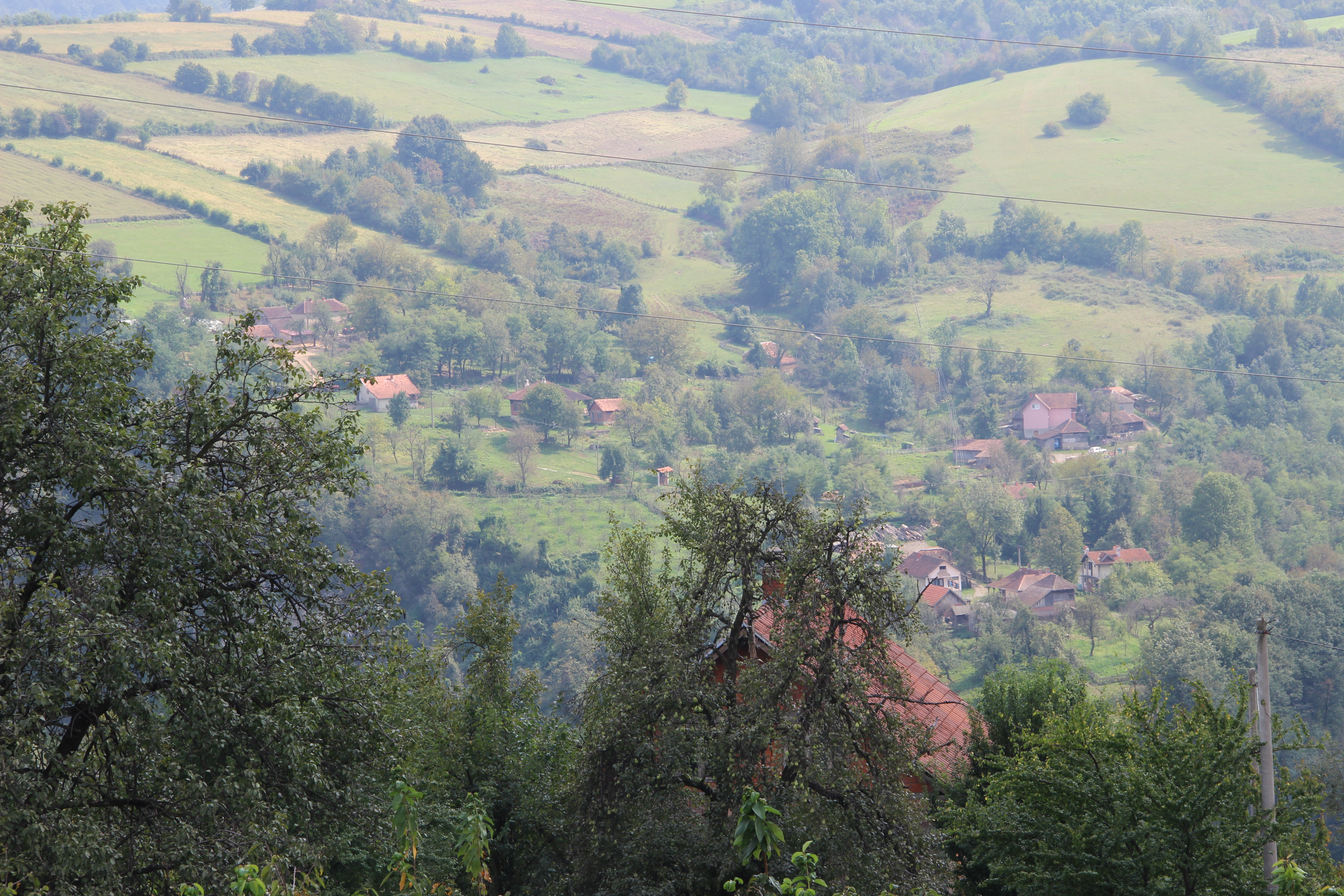
بريش - بانوراما
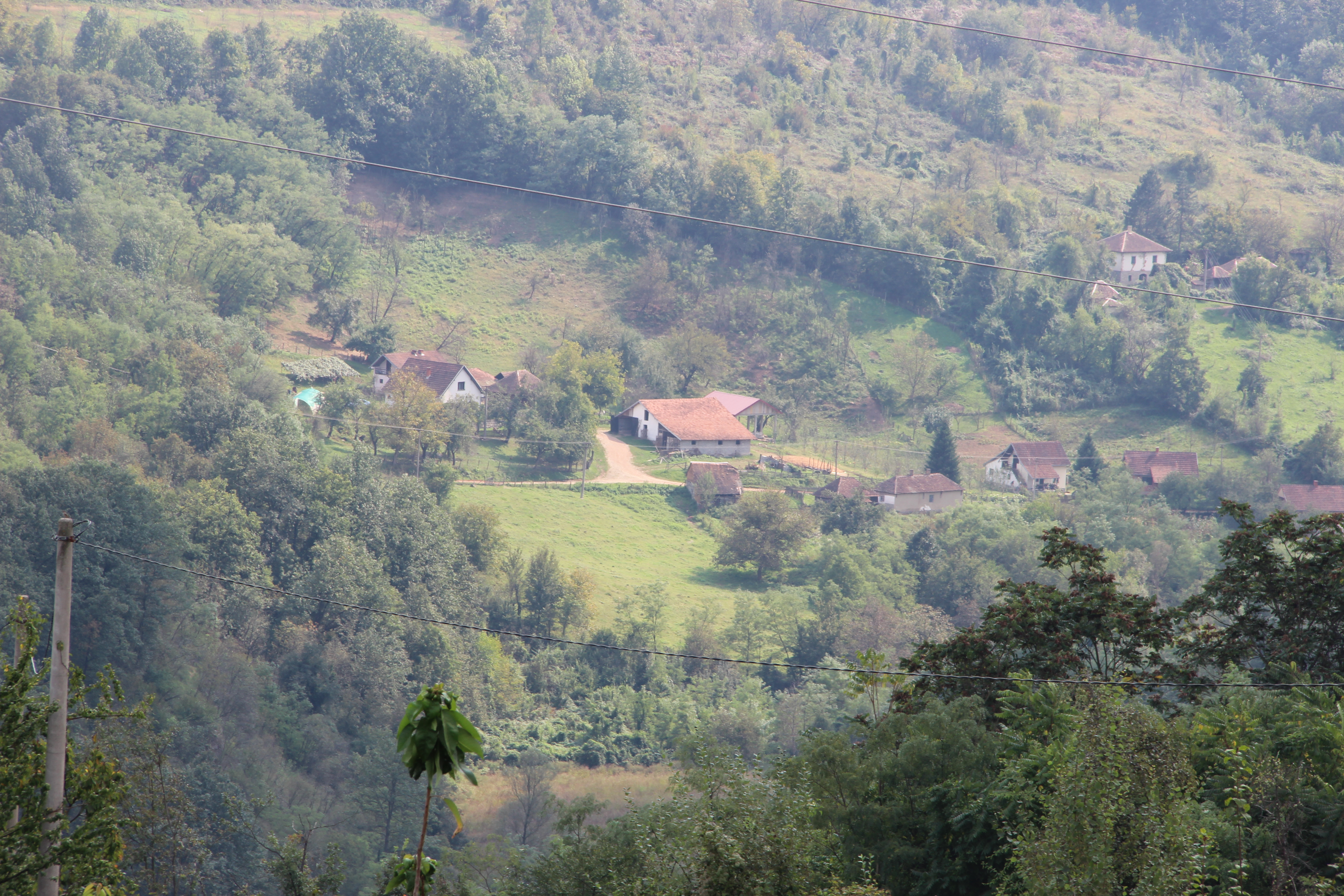
بريش - بانوراما
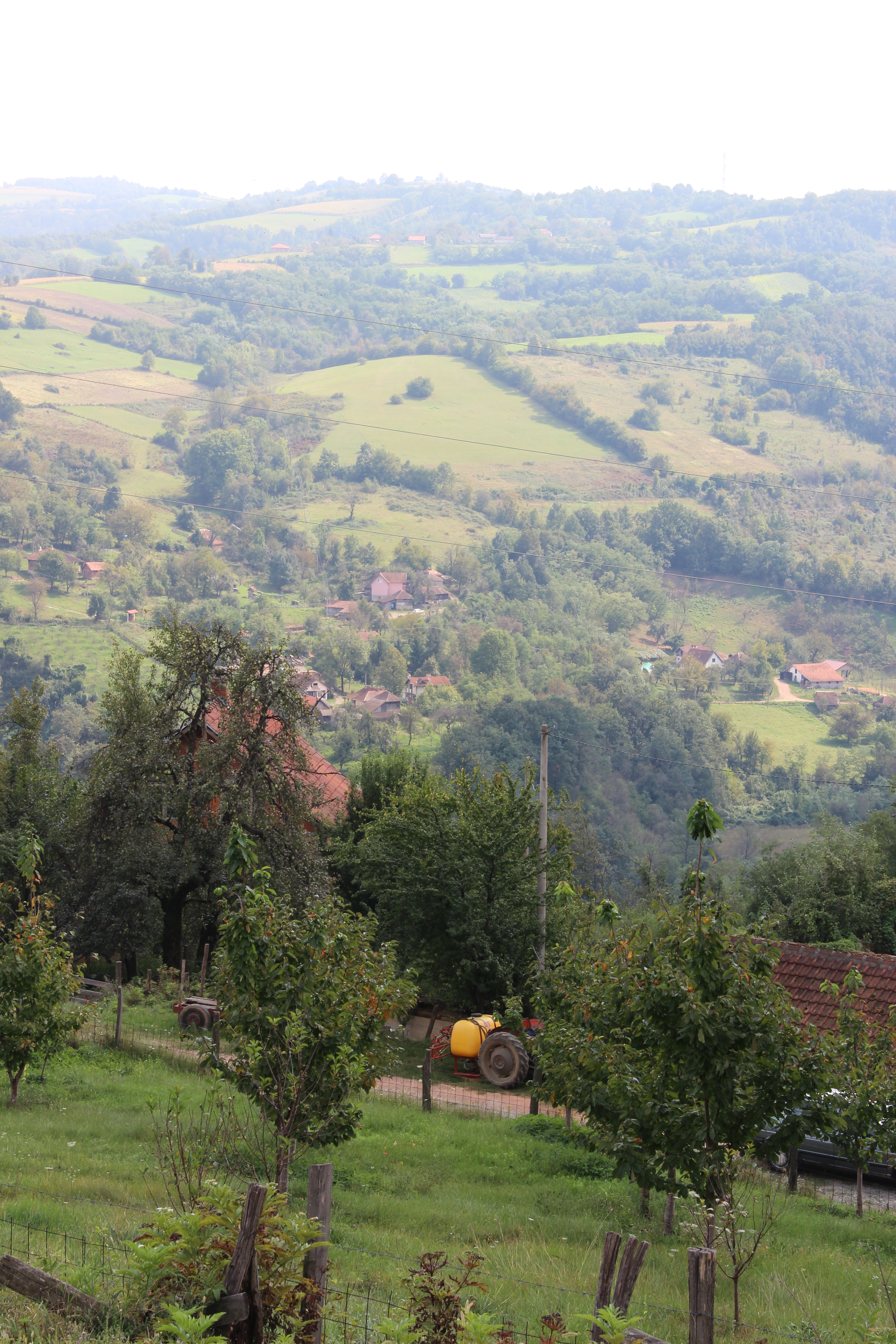
بريش - بانوراما